# Le Bois
Le Bois korábbi község (település) Franciaországban, Savoie megyében. 2019. január 1-jén Aigueblanche és Saint-Oyen községgel egyesült és Grand-Aigueblanche új község része lett.
Lakosainak száma 394 fő (2018. január 1.). Le Bois Aigueblanche, Les Avanchers-Valmorel, Fontaine-le-Puits, Saint-Jean-de-Belleville, Salins-Fontaine, Les Belleville és Salins-les-Thermes községekkel határos.

## Népesség
A település népességének változása:
| Lakosok száma | 429  | 408  | 411  | 400  | 394  |
|               | 2013 | 2015 | 2016 | 2017 | 2018 |